# Шарлот Уелска
Шарлот Уелска (на английски: Princess Charlotte of Wales), пълно име Шарлот Елизабет Даяна (на английски: Charlotte Elizabeth Diana), е дъщеря на принц Уилям и Катрин, принцеса на Уелс.

## Биография
Родена е на 2 май 2015 г. в болницата „Св. Мери“ в Лондон. Тя е трета в линията на унаследяване на короната[ неясно? ] след баща ѝ принц Уилям и брат ѝ Джордж Уелски.